# Harfa syjońska
Harfa syjońska. Śpiewnik dla użytku misji wewnętrznej – polski śpiewnik luterański opracowany przez przedstawicieli Społeczności Chrześcijańskiej w Cieszynie. Po raz pierwszy został opublikowany w 1906 i był wielokrotnie wznawiany. Ostatnio przez Wydawnictwo Zwiastun Kościoła Ewangelicko-Augsburskiego w Polsce.

## Geneza
Członkowie Społeczności Chrześcijańskiej odczuwali potrzebę przygotowania kancjonału (śpiewnika) zawierającego pieśni bliskie ich pobożności neopietystycznej, którą można też określić mianem ewangelikalnej. Zadanie opracowania kancjonału tego rodzaju podjęły trzy osoby: Andrzej Cymorek, Andrzej Hławiczka i ks. Paweł Sikora. Edycja wydana w 1906 zawierała 140 pieśni i została wydrukowana w nakładzie 2500 egzemplarzy. W tytule dwóch pierwszych edycji (druga ukazała się w 1912 – zob. ilustrację do niniejszego artykułu) w przymiotniku „syjońska” nie było litery „j” a wyraz „misji” napisany został z użyciem litery „y”. Wydanie 7. z 1971 miało zmodyfikowany tytuł: Harfa. Śpiewnik Kościoła Ewangelicko-Augsburskiego w PRL dla misji wewnętrznej.

## Wydania
- Harfa syońska. Śpiewnik dla użytku misyi wewnętrznej, Nakładem Społeczności chrześcijańskiej w Cieszynie, Cieszyn 1906
- Harfa syońska. Śpiewnik dla użytku misyi wewnętrznej. Wydanie drugie powiększone, Nakładem Społeczności chrześcijańskiej w Cieszynie, Cieszyn 1912 (ss. 326 + 15).
- Harfa syjońska. Śpiewnik dla użytku misji wewnętrznej. Wydanie trzecie zmienione, Wydawnictwo Społeczności chrześcijańskiej w Cieszynie, Cieszyn 1922 (ss. 424).
- Harfa syjońska. Śpiewnik dla użytku misji wewnętrznej, wyd. 4, Społeczność Chrześcijańska, Cieszyn 1932.
- Harfa syjońska. Śpiewnik dla użytku misji wewnętrznej, wyd. 5, Nakładem Społeczności Chrześcijańskiej, 1949.
- Harfa syjońska. Śpiewnik dla użytku misji wewnętrznej, wyd. 6, Strażnica Ewangeliczna, Warszawa 1958 (ss. 448).
- Harfa syjońska, Wydawnictwo Zwiastun, Warszawa 1965 (ss. 248).
- Harfa. Śpiewnik Kościoła Ewangelicko-Augsburskiego w PRL dla misji wewnętrznej, wyd. 7. popr. i poszerz., Wydawnictwo Zwiastun, Warszawa 1971 (ss. 471)[2].

## Dodatki nutowe
Do właściwej edycji śpiewnika wydawano dodatki nutowe. Ukazały się:
- Melodje do Harfy syjońskiej wydania trzeciego, Wydawnictwo Społeczności Chrześcijańskiej w Cieszynie, Cieszyn 1924. (on-line)
- Dodatek nutowy do Harfy – śpiewnika Kościoła Ewangelicko-Augsburskiego w PRL dla misji wewnętrznej oparty na drugim wyd. nutowym Harfy Syjońskiej z r. 1965, Wydawnictwo Zwiastun, Warszawa 1973 (ss. 165).